# Никифорівський літопис
Никифорівський літопис — пам'ятка першої редакції білорусько-литовського літопису 1446 року, що збереглася в складі збірки останньої чверті XV століття. Літопис раніше належав Миколі Никифорову, від якого і отримала свою назву. Нині збірка зберігається в Рукописному відділі Бібліотеки Російської Академії наук в Санкт-Петербурзі.

## Характеристика
Літопис в четвірку, палітурка — дошки, обтягнуті шкірою, всього 351 аркуш; папір щільний, жовтуватий, писаний півуставом, в основному в XV столітті. Нелітописні тексти збірника писані почерками XVI, XVII і XVIII століть, чорнило коричневе. Філіграней близько десяти. Серед них гроно винограду — у Миколи Лихачова подібний знак під № 1075, датований 1464 роком; бичача голова з хрестом під підборіддям — № 1124 — 1469 рік; бичача голова, над нею корона — № 1155 — 1477 рік; бичача голова, між рогами стержень з трьома листками овальної форми — № 1179 — 1491 рік.
Пронумеровані аркуші в правому верхньому куті олівцем. На нижньому полі літерами староцерковнослов'янського алфавіту пронумеровані зошити; маються відмітки зошитів (в тій послідовності, в якій вони збережені): 25, 14, 27, 26, 29, 38. На полях знаходяться записи, в основному білоруським скорописом XVI століття, але є польські і латинські; на нижньому полі першого аркушу запис почерком XVII, або початку XVIII століття: «Monasterii Minensis s. Spriti», показує те, що колись літопис належав Мінському Святодухівському монастирю. Низ аркушів 241—243 і верхній куток аркуша 245 обірвані чи зітліли. Місцями текст йде по самому краю аркушів.

## Зміст
Зважаючи на те, що аркуші переплутані, літопис починається не по порядку чергування аркушів, а по порядку (хронологічному) чергування подій:
- Релігійні тексти (аркуші 1—65).
- «Сборник о бозе починаем, благослови отче, слово святого Василия от апостол» (аркуші 66—165).
- Апокрифічні сказання про Богородицю та ін. (аркуші 166—203).
- «Временник великих царств, отколе кое царство пошло, и руское княжение святаго отца нашего Никифора, патриарха Конъстянтинаграда, летописець въскоре» (аркуші 204—211).
- «Летописець руских цареи» (аркуші 211—225).
- «Никифорівський літопис» (аркуші 226—267).
- «Главы наказателны царствии Василия, царя греческого, и сыну его» (аркуші 269—290).
- Уривки повчаннь (аркуші 290—329).
- «Правила Кирила, митрополита рускаго» (аркуш 330).
- Повчання (аркуші 331—333).
- Тлумачення священних текстів (аркуші 334—338).
- Уривок із опису Єрусалиму (аркуші 339—348).
- Уривок із Великого Катехізису (аркуші 349—350).

Починається зі слів «Андрея, Кучковичи поби, а иных бояр за Юрьевым изыма и поби» і закінчується описом боротьби Свидригайла з Сигізмундом Кейстутовичем: «После того побитья 3 недели спустя и князь великыи Жидимонт събра всю свою силу литовьскую и посла сына своего князя Михаила на Русь. И пришед князь Миха…». У Никифорівському літописі відсутнє титло.

## Дослідження
Опис літопису зроблений в 1898 році Сергієм Бєлокуровим, який також і видав літопис. При публікації Бєлокуров заповнював відсутні місця Никифорівського літопису Супрасльським, у виданні Ігнатія Даниловича. Слідом за Даниловичем, Бєлокуров друкував уривки із Супрасльського літопису латинським шрифтом і дав той самий заголовок: «Избрание летописания изложено въкратце».
В 1903 році літопис описав Всеволод Срезневський, а в 1963 році він був описаний більше детально авторами «Описания Рукописного отдела Библиотеки Академии наук». В 1980 році Нікіфорівський літопис був виданий Миколою Улащиком в 35 томі «Полного собрания русских летописей».